# Antechinomys laniger
Antechinomys laniger é uma espécie de marsupial da família Dasyuridae. É a única espécie descrita para o gênero Antechinomys. Endêmica da Austrália.
- Nome Científico: Antechinomys laniger (Gould, 1856)

- Sinônimo do nome científico da espécie: Sminthopsis laniger; Antechinomys spenceri;

## Características
O Kultarr mede geralmente de 7–10 cm, com 10–15 cm de cauda. Ele pesa 20-30 gramas; os machos são maiores e mais pesados que as fêmeas. As características mais distintivas são os quatro dedos grandes das patas traseiras, permitindo um movimento de salto, e orelhas proeminentes. É de cor cinza claro a marrom areia no dorso, com o ventre branco e mais escuro em torno dos olhos.
O Kultarr foi descrito em 1856 por John Gould, que o colocou no gênero Phascogale. Foi colocado no gênero Sminthopsis por algum tempo até que foi confirmado, com base nos resultados moleculares, que pertencia a seu próprio gênero, Antechinomys, que havia sido descrito por Gerard Krefft em 1867.
O Kultarr tem sido considerado como duas espécies A. laniger no leste e A. spenceri no oeste. O último é agora relegado ao status de subespécie.

## Hábitos alimentares
O Kultarr é um carnívoro solitário, alimentando-se principalmente nos ecossistemas terrestres invertebrados incluindo baratas, aranhas e grilos.

## Características de reprodução
O acasalamento ocorre no inverno e na primavera, com filhotes nascendo em torno de agosto-novembro. A espécie nidifica em fendas do solo ou utiliza tocas abandonadas de outras espécies;

## Habitat
É encontrado na grande parte árida da Austrália, em planícies e desertos de areia;

## Distribuição Geográfica
Austrália Ocidental, Sul do Território do Norte, Norte de Victoria, Oeste de Nova Gales do Sul; Sudoeste de Queensland, Norte da Austrália Meridional;

## Subespécies
- Subespécie: Antechinomys laniger laniger (Gould, 1856)

Sinônimos do nome científico da subespécie: Sminthopsis laniger laniger, Phascogale lanigera;
Local: Nova Gales do Sul, Queensland, Victória, Leste da Austrália;
- Subespécie: Antechinomys laniger spenceri (Thomas, 1906)

Sinônimos do nome científico da subespécie: Sminthopsis laniger spenceri, Antechinomys spenceri;
Local: Território do Norte, Austrália Meridional, Austrália Ocidental, centro e oeste da Austrália;